# Porcellio provincialis
Porcellio provincialis là một loài chân đều trong họ Porcellionidae. Loài này được Aubert & Dollfus miêu tả khoa học năm 1890.